# Hartia

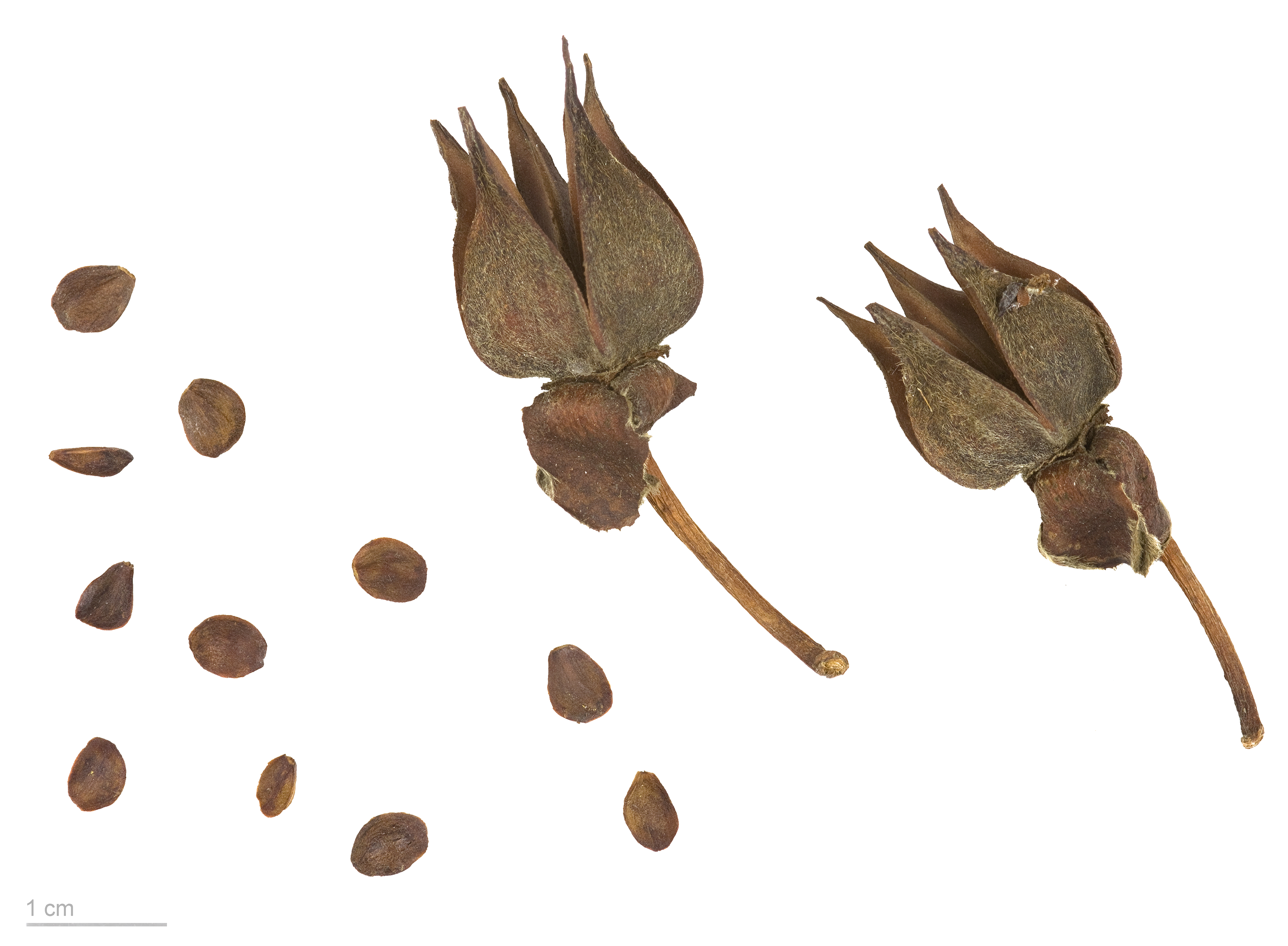
Stewartia koreana

Hartia là một chi thực vật có hoa trong họ Theaceae.

## Loài
Chi Hartia gồm các loài: